# .38 Special 200 grani
La .38 Special 200 grani o .38 Super Police è una cartuccia per pistola, variante della .38 Special.
È caricata con palla pesante 12,9 grammi, equivalenti a 200 grani, è stata una munizione per uso specifico difensivo in rivoltelle, prodotta dalle aziende statunitensi Winchester-Western e Remington-Peters e presente nei cataloghi dal 1905 al 1985, variante della .38 Special.

## Genesi e progettazione
La munizione nasce a seguito di esperimenti condotti in risposta allo scarso potere d'arresto mostrato dal caricamento .38 Long Colt durante la guerra ispano-americana del 1898, specialmente in relazione al teatro bellico delle Isole Filippine, dopo la quale l' "Army Medical Corps" incaricò il chirurgo Louis la Garde ed il colonnello J.T. Thompson di stabilire degli orientamenti in materia di potere d'arresto connesso al "Gun Shots Injurie". Gli studi si orientarono verso caricamenti per arma corta dotati di modesta velocità iniziale e superiore peso di pallottola allo scopo di aumentare la massa del proiettile e favorirne la ritenzione nel corpo del soggetto attinto. In ambito militare ciò condusse all'adozione da parte dell'U.S. Army della pistola semiautomatica cal .45 ACP, mentre in ambito civile portò ad un aumento del peso nei caricamenti per revolver e pistola allora presenti sul mercato.
Il caricamento con palla da 200 grani ottenne subito un ampio successo da parte delle forze di polizia, soprattutto a causa dello scarso rinculo offerto sui revolvers dell'epoca (velocità di rinculo 3,30 m/sec) e della bassa deviazione standard (indice 3,05), con maggior garanzia di rapida ripetizione del colpo e precisione sul bersaglio.

## Prestazioni
La munizione è costruita su impianto classico 38 Special e non presenta prestazioni pressorie tali da essere inserita nel novero dei caricamenti di tipo "+P".
Ciò ne favorisce l'uso anche in revolver con castello fabbricato in lega leggera. Da prove pratiche eseguite in revolver, offre una velocità in canna da 51 mm (2 pollici) pari a 179 metri/secondo a tre metri dalla bocca dell'arma con energia cinetica alla stessa distanza di 21 kilogrammetri.
Da prove pratiche eseguite in arma lunga con canna 48 cm (19 pollici) offre una velocità di 255 metri/secondo a tre metri dalla bocca dell'arma con energia cinetica alla stessa distanza di 42,2 Kilogrammetri.